# Pelahatchie
Pelahatchie é uma cidade  localizada no estado americano de Mississippi, no Condado de Rankin.

## Demografia
Segundo o censo americano de 2000, a sua população era de 1461 habitantes.
Em 2006, foi estimada uma população de 1491, um aumento de 30 (2.1%).

## Geografia
De acordo com o United States Census Bureau tem uma área de
8,3 km², dos quais 8,3 km² cobertos por terra e 0,0 km² cobertos por água. Pelahatchie localiza-se a aproximadamente 111 m acima do nível do mar.

## Localidades na vizinhança
O diagrama seguinte representa as localidades num raio de 32 km ao redor de Pelahatchie.